# Augías (Lócride)
Augías (en griego, Αυγείαι) es el nombre de una antigua ciudad griega de Lócride, que fue mencionada por Homero en el Catálogo de las naves de la Ilíada.
En la época de Estrabón, Augías ya no existía y su territorio había sido ocupado por los escarfieos.